# The Joker's Hand
Let the Hard Times Come er det femte studiealbum fra den danske singer-songwriter Jacob Dinesen. Det udkom den 26. november 2021.
Albummet modtog fire ud af seks stjerner i musikmagasinet GAFFA.
Ved GAFFA-prisen 2022 var albummet nomineret til prisen for Årets danske udgivelse.

## Spor
1. "Found It"
2. "The World Before My Feet"
3. "Kneel In The Valley"
4. "Take Her Away"
5. "Never Run"
6. "Into Your Arms"
7. "Beggar"
8. "I Know For Certain"
9. "Telephone"
10. "Search For You"
11. "Ordinary Guy"